# Marquesado de Navamorcuende
El marquesado de Navamorcuende es un título nobiliario español creado el 21 de mayo de 1642 por el rey Felipe IV a favor de Diego Dávila y Coello, capitán general de Chile y caballero de la Orden de Santiago.
Su denominación hace referencia al municipio de Navamorcuende, perteneciente a la provincia de Toledo. 

## Marqueses de Navamorcuende
|                        | Titular                                                        | Periodo                |
| Creación por Felipe IV | Creación por Felipe IV                                         | Creación por Felipe IV |
| ---------------------- | -------------------------------------------------------------- | ---------------------- |
| I                      | Diego Dávila Coello y Pacheco de Castilla                      | 1642-1670              |
| II                     | María Magdalena Dávila Coello y Pacheco de Portugal            | 1670-¿?                |
| III                    | Juan Ruiz de Vergara Dávila y Coello                           | ¿?-¿?                  |
| IV                     | Margarita Rosa de Pedroso Dávila Vergara Coello y Castro       | ¿?-1730                |
| V                      | Diego de Vergara y Vela                                        | 1730-1755              |
| VI                     | Agustín Domingo Dávila Bracamonte y Villalón Zapata y Figueroa | 1755-1786              |
| VII                    | Fernando Velaz de Medrano Bracamonte y Dávila                  | 1786-1791              |
| VIII                   | Ángel María de Carvajal y Gonzaga                              | 1791-1793              |
| IX                     | Manuel Guillermo de Carvajal y Fernández de Córdoba            | 1793-1816              |
| X                      | Ángel María de Carvajal y Fernández de Córdoba y Gonzaga       | 1816-1839              |
| XI                     | Ángel María de Carvajal y Téllez-Girón                         | 1848-1872              |
| XII                    | Pedro de Alcántara de Carvajal y Fernández de Córdoba          | 1872-1920              |
| XIII                   | María de las Mercedes de Carvajal y Osorio                     | 1920-1958              |
| XIV                    | Duarte de Zuleta y Carvajal                                    | 1959-1983              |
| XV                     | María de los Milagros Lloréns y Casani (Cassani)               | 1983-2007              |
| XVI                    | Sonia Antuña Lloréns                                           | 2008-actual titular    |

## Historia de los Marqueses de Navamorcuende

Escudo del municipio de Navamorcuende, provincia de Toledo

- Diego Dávila Coello y Pacheco (Ávila, 1628/1629[2]-Perú, 1670), I marqués de Navamorcuende,[3] cuando tenía doce años de edad,[2] caballero de la Orden de Santiago y gobernador y capitán general de Chile. Era hijo de Gonzalo Dávila Coello, señor de Navalmorcuende, Cardiel, Montalvo, Hito y Villar de Cañas, y de Mariana de Castilla y Pedrosa.[4]

Casó con María Teresa de Villena. Sin descendientes. Le sucedió su tía carnal:
- María Magdalena Dávila Pacheco Coello de Portugal, II marquesa de Navamorcuende, señora de Cardiel, de Montalvo, el Hito y Villar de Cañas.[3] Hija de Diego Dávila, señor de Navamorcuende, y de María Coello Pacheco, IX señora de Montalvo y de Villar de Cañas.[5]

Casó en primeras nupcias con Juan Ruiz de Vergara y Álava (1594-1628), VI señor de Viloria de Rioja, y en segundas con Juan Bautista Rubín de Bracamonte Dávila y Zapata, I marqués de Fuente el Sol, señor de Cespedosa, San Miguel de las Viñas y caballero de la Orden de Santiago. Le sucedió su hijo del primer matrimonio:
- Juan Ruiz de Vergara Dávila y Coello (n. 1628), III marqués de Navamorcuende,[5] XI señor de Montalvo, El Hito y Villar de Cañas, Buenaventura y Cardiel.

Casó en primeras nupcias en 1650 con Luisa de Ayala y Castilla, en segundas nupcias en 1655 con María Castro y Sardaneta, y en terceras, el 12 de mayo de 1667, con Josefa Vela Carrillo y Anaya. Le sucedió su nieta, hija de su hijo del segundo matrimonio, José Ruiz de Vergara y Castro y de su esposa María Teresa de Pedroso-Dávila y Bracamonte:
- Margarita Rosa de Pedroso Dávila Vergara Coello y Castro (m. 19 de marzo de 1730), IV marquesa de Navarmorcuende,[3] XIII señora de Montalvo, El Hito y Villar de Cañas, señora de Viloria de Rioja y del mayorazgo de los Vergara.[3]

Casó con Baltasar Victoriano de Moscoso y Galindo. Sin descendientes. Le sucedió su tío carnal, hijo del tercer matrimonio de su abuelo con Josefa Vela Carrillo y Anaya:
- Diego de Vergara y Vela (m. 1755), V marqués de Navamorcuende.[6] Le sucedió un bisnieto de la segunda marquesa:

- Agustín Domingo Dávila Bracamonte y Villalón Zapata y Figueroa (m. 1786), VI marqués de Navamorcuende,[3] XIV marqués de Cañete, V marqués de Fuente el Sol y XIV señor de Montalvo.[3] Era hijo de Gaspar Ventura de Bracamonte y Zapata, IV marqués de Fuente el Sol, y de su esposa Catalina Victoria Villalón y Mendoza.[3]

Casó en primeras nupcias con María Teresa de Rojas Toledo y Vargas. Contrajo un segundo matrimonio con Micaela María de Castejón y Salcedo, hija de Martín José de Castejón Camargo, III conde de Villareal, I conde de Fuerteventura y de Juana de Salcedo y del Río, hija de Pedro de Salcedo, II conde de Gómara. Sin descendientes, le sucedió su sobrino, hijo de su hermana Ana María de Bracamonte y Villalón y de su esposo Jaime Vélez de Medrano:
- Fernando Velaz de Medrano Bracamonte y Dávila Hurtado de Mendoza (1742-noviembre de 1791), VII marqués de Navamorcuende,[3] XV marqués de Cañete, VI marqués de Fuente el Sol, XV señor de Montalbo, caballero de la Orden de Malta. Le sucedió:

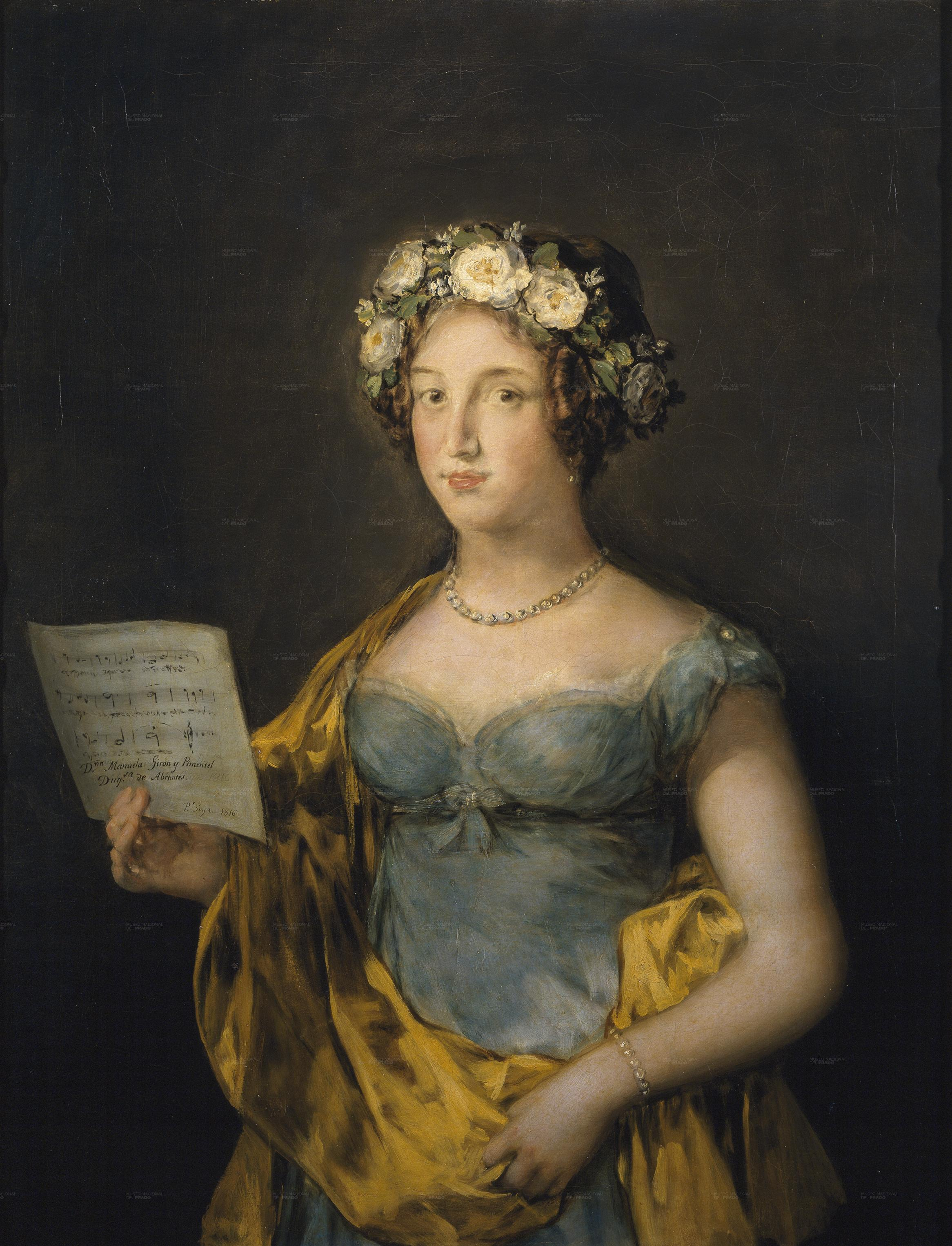
Retrato de Manuela Isidra Téllez Girón y Alonso de Pimentel, retrato de Francisco de Goya en el Museo del Prado

- Ángel María de Carvajal y Gonzaga (Madrid, 2 de marzo de 1771-13 de mayo de 1793), VIII marqués de Navamorcuende,[7] VI duque de Abrantes[8] VII duque de Linares,[7] VI marqués de Sardoal, VIII marqués de Valdefuentes, VII marqués de Puerto Seguro, V conde de la Quinta de la Enjarada, XVI conde de Aguilar de Inestrillas, VII conde de la Mejorada y XI marqués de Villalba.[7]

Casó, en 1788, con María Vicenta Soledad Fernández de Córdoba y Pimentel, hija de Pedro de Alcántara Fernández de Córdoba, XII duque de Medinaceli, y de su segunda esposa, María Petronila de Alcántara Enríquez y Cernesio, VII marquesa de Mancera, grande de España. Le sucedió su hijo:
- Manuel Guillermo de Carvajal y Fernández de Córdoba (Madrid, 1790-1816),[9] IX marqués de Navamorcuende,[7] VII duque de Abrantes,[9] VIII duque de Linares,[7] VII marqués de Sardoal, IX marqués de Valdefuentes, VIII marqués de Puerto Seguro, VI conde de la Quinta de la Enjarada, XVII conde de Aguilar de Inestrillas y VIII conde de la Mejorada.[7] Le sucedió su hermano:

- Ángel María de Carvajal y Fernández de Córdoba y Gonzaga (Madrid, 17 de septiembre de 1793-20 de abril de 1839), X marqués de Navamorcuende,[7] VIII duque de Abrantes,[9] IX duque de Linares,[7] IX marqués de Puerto Seguro, VIII marqués de Sardoal, X marqués de Valdefuentes, VII conde de la Quinta de la Enjarada, XVIII conde de Aguilar de Inestrillas, IX conde de la Mejorada, XIII conde de Villalba, caballerizo mayor de la reina Isabel II, ballestero y montero mayor y caballero de la Orden de Montesa.

Casó el 1 de enero de 1813, en Cádiz, con Manuela Isidra Téllez Girón y Alonso de Pimentel (1793-1838), hija menor de los duques de Osuna. Francisco de Goya pintó un retrato de la condesa que se encuentra en el Museo del Prado. Le sucedió su hijo:
- Ángel María de Carvajal y Téllez-Girón (Madrid, 20 de noviembre de 1815-Madrid, 3 de enero de 1890), XI marqués de Navamorcuende,[12] IX duque de Abrantes,[9] X duque de Linares,[12] IX marqués de Sardoal, XI marqués de Valdefuentes, X marqués de Puerto Seguro,  VIII conde de la Quinta de la Enjarada, XIX conde de Aguilar de Inestrillas, X conde de la Mejorada, XIV conde de Villalba.[12]

Casó en primeras nupcias, el 10 de febrero de 1840 con María África Fernández de Córdoba y Ponce de León (m. 1866), hija de Luis Fernández de Córdoba-Figueroa y Benavides, XIV duque de Medinaceli, y de su esposa María de la Concepción Ponce de León y Carvajal. Contrajo un segundo matrimonio, el 27 de abril de 1874, con Josefa Jiménez Molina Jiménez (m. 1903). Le sucedió su hijo del primer matrimonio:
- Pedro de Carvajal y Fernández de Córdoba y Téllez-Girón (1847-1920), XII marqués de Navamorcuende.[14]

Casó con María de Montserrat Osorio y Heredia, hija de Joaquín Osorio y Silva, conde de la Corzana, y de su esposa Mercedes de Heredia y Zafra, marquesa de los Arenales. Le sucedió su hija en 1920:
- María de las Mercedes Carvajal y Osorio (12 de mayo de 1874-30 de abril de 1958), XIII marquesa de Navamorcuende.[14]

Casó el 27 de febrero de 1898, en Madrid, con Juan Hurtado de Amézaga y Zavala, XIV conde de Castronuevo. Sin descendientes. Le sucedió en 1959:
- Duarte Zuleta de Reales Carvajal (n. Jerez de la Frontera, 12 de abril de 1936-¿?), XIV marqués de Navamorcuende, hijo de Francisco de Borja Zuleta de Reales y Queipo de Llano, XXII conde de Belalcázar, y de su primera esposa, María del Carmen de Carvajal y del Alcázar, XII duquesa de Abrantes,[16] tataranieto del XII marqués.

Casó con Rainiera Heredia e Hidalgo. Sin descendencia. En 1983 fue desposeído del marquesado que fue adjudicado, por tener mejor derecho, a María del Milagro Lloréns y Casani como XV marquesa de Navamorcuende.
- María del Milagro Lloréns y Casani (Cassani) (Madrid, 14 de junio de 1941-20 de septiembre de 2007), XV marquesa de Navamorcuende y XI condesa de Santa Cruz de los Manueles.[14] Era hija de María de los Dolores Casani y Carvajal —hija su vez de María del Milagro Carvajal y Osorio, II marquesa de San Román, hermana de la III marquesa de Navarmorcuendo, y de Juan Bautista Casani (Cassani) y Queralt—, y de Fernando LLoréns y Fernández de Casariego.[14]

Casó con Valentín Antuña Rodríguez. Le sucedió, en 2008, su hija:
- Sonia Antuña y Lloréns (n. en 1970), XVI marquesa de Navamorcuende.[14]